# Relentless (dryck)
Relentless är namnet på en energidryck som skapades i februari 2006 av The Coca-Cola Company i Storbritannien. 2010 var drycken ett föremål för domstolen för "brott mot varumärkeslagen", då Relentless Records ansåg sig äga rätten till namnet Relentless. I slutet av 2010 såg man att försäljningen inom Storbritannien hade ökat med 28%.

## Relentless
Relentless säljs i 50cl-burkar (Origin säljs även i 25cl-burk). Produktens innehållsförteckning innehåller en varning om att Relentless inte är lämplig för barn, gravida kvinnor eller personer som är överkänsliga för koffein.
I maj 2008 introducerades drycken till Nya Zeeland av Coca Cola Amatil, där den såldes i 44cl-burk.

## Sorter

### Orange
I augusti 2007 meddelande Coca Cola att en ny smak skulle släppas, som då fick namnet Inferno. Denna innehåller samma mängd energi och koffein som Relentless Origin (original), men har en smak av apelsin. Under 2007 kunde man genom Leeds och Readings gemensamma festival få ett helt gratis smakprov av den nya Relentless i tältet på festivalområdet. I samband med lanseringen av Apple & kiwi bytte man namn från Inferno till Orange, vilket skedde 2012. I augusti 2013 döpte man återigen om drycken. Denna gången till Orange Crush, som säger sig ha en "ny uppfriskande smak". Men många människor har klagat på den nya smaken.

### Tropical Juiced
I februari 2008 släppte man ytterligare en ny variant, vilken kom att kallas Relentless Jucied Energy. Utöver det som finns i originalvarianten, innehåller den även 50% juice (mestadels apelsin och 7% tropiskt fruktkött). Burken har en märkbart grön färg med en djungelliknande design. Under 2011 fick drycken namnet Immortus. I samband med lanseringen av Apple & kiwi bytte man namn på Immortus till Tropical Jucied, vilket den heter än i dag. Receptet kom också att ändras då man minskade jucie-innehållet till 20%.

### Berry Jucied
Under första kvartalet av 2009, lanserades en andra variant med en juicesmak. I motsats till Tropical:s gula färg på drycken hade Berry hade en mörkröd/lilla färg, både på drycken och burken. Smaken består av jordgubb, hallon och svarta vinbär, slogan för drycken var "50% juice, 100% energy". Under 2011 döptes den till Devotion. Devotion bytte namn till just Berry Jucied i samband med lanseringen av Apple & kiwi. Berry Jucied tillverkas inte längre och är ersatt av Cherry.

### Sugar free
I januari 2011 släpptes en sockerfri version av drycken som då fick namnet Libertus. Den såldes tillsammans med de fem övriga sorterna som redan fanns, drycken riktar sig till konsumenter som önskar sig energi utan socker. Den såldes i en blå burk och har en smak som liknar den ursprungliga versionen av Relentless. Sugar free är inte längre tillgänglig och har ersatts av Origin Ultra.

### Apple & Kiwi
I maj 2012 lanserades en ny smak på den brittiska marknaden, äpple & kiwi.

### Lemon Ice
I februari 2013 lanserades ännu en ny smak, Lemon Ice. Ingen dryck ersattes vid lanseringen och sortimentet utökades därmed till sju varianter.

### Cherry
Under tidigt 2014 släppte man en dryck med smak av Körsbär (Cherry). Burken är orange trots att drycken är röd, Cherry ersatte Berry Jucied.

### Origin Ultra
I början av 2014 släppte Coca-Cola en ny sort som heter Origin Ultra, det är en sockerfri variant som smakar mycket mer som den ursprungliga Relentless. Origin Ultra ersatte den tidigare sockerfria varianten, Sugar free.

## Sponsring
Relentless sponsrar ett antal olika lag och idrottare i flera sporter. Man sponsrar även en del evenemang i Storbritannien, däribland Leeds och Readings gemensamma festival.